# Mifsudia gantensis
Mifsudia gantensis is een uitgestorven slakkensoort uit de familie van de Cimidae. De wetenschappelijke naam van de soort is voor het eerst geldig gepubliceerd in 2005 door Bandel als Cima gantensis.